# Руа (царь гуннов)
Руа (Ругила, Руас, Руга; лат. Rua, греч. Ρούγας, Ροϋνας, Ρωίλας; умер в 434) — правитель гуннов, военачальник, одержавший победы над армией Римской империи.

## Биография
Руа был одним из предшественников Аттилы. Первоначально он правил вместе со своим братом Октаром, который скончался в 430 году во время военной кампании против бургундов. В 424 или 425 году Руа оказал помощь узурпатору Иоанну.
В 432 году Руа упоминается как единственный правитель гуннов. В то время римский военачальник Флавий Аэций из-за внутренней междоусобицы в Западной Римской империи потерял свою провинцию Галлию, имущество и бежал к гуннам. С их помощью он снова был восстановлен на своём посту.
Через некоторое время, когда некоторые племена, ранее покорённые гуннами, начали бежать на территорию Восточной Римской империи, Руа потребовал их выдачи через своего посланника Есла и угрожал войной, если не выполнят его требования.
Впоследствии, предположительно в 434 году, гунны опустошили Фракию, но их кампания окончилась неудачей: Руа умер от «поражения молнией», а остальные гуннские войска, якобы, погибли из-за эпидемии чумы. Сократ Схоластик приписывал это божественному вмешательству благодаря молитвам восточноримского императора Феодосия II. После смерти Руа сыновья его брата Мундзука Аттила и Бледа стали совместно править гуннами.

## В культуре
Руа/Ругила стал персонажем романа Теодора Парницкого «Аэций — последний римлянин» (1937).